# Puterea viselor
Puterea viselor (Lathe of Heaven) este un film de televiziune din 2002 bazat pe romanul științifico-fantastic Sfâșierea cerului de Ursula K. Le Guin și un remake al adaptării din 1980. A fost produs pentru rețeaua A & E în 2002. Filmul a fost scris și regizat de Alan Sharpe și Philip Haas. A fost nominalizat pentru Premiul Saturn în 2003 pentru cel mai bun telefilm.
În filmul Puterea viselor interpretează actorii James Caan, Lukas Haas și Lisa Bonet. Spre deosebire de adaptarea din 1980, el schimbă o parte semnificativă din poveste, unele personaje minore și multe dintre fundamentele filosofice ale cărții. Invazia extraterestră și egalitatea rasială au fost eliminate în această adaptare. 

## Rezumat
Filmul are loc într-o societate futuristă, în care un tânăr pe nume George Orr (Lukas Haas) ia supradoze folosind cardul farmaceutic al altcuiva. Orr este tulburat de visele sale și este presupus a fi un potențial sinucigaș din cauza lor. El ia droguri pentru a evita aceste vise. După ce a fost prins cu o supradoză, avocatul său Heather Lelache (Lisa Bonet) îl trimite unui psiholog ca pedeapsă. 
Psihologul, William Haber (James Caan), folosește o mașină numită "augmentor" pentru a se îngropa profund în mintea lui Orr. Augmentorul arata ca scaunul unui dentist. În curând este evident că Haber are intenții sinistre. Începe să-l hipnotizeze pe Orr pentru ca acesta să viseze la un cal într-un câmp. Când Orr se trezește din visul său indus prin hipnoză, o imagine cu Lady Godiva pe un cal este acum pictată pe perete în birou. 
Apoi, Haber începe să folosească puterea lui Orr pentru câștigul său personal. La un moment dat, își schimbă statutul de la un Medicinae Doctor la un cercetător de renume. 

## Distribuție
- James Caan ca Dr. William Haber
- Lukas Haas ca George Orr
- Lisa Bonet ca Heather Lelache
- David Strathairn ca Mannie
- Serge Houde ca judecător
- Sheila McCarthy ca Penny